# إشتوريل برايا
مجموعة إشتوريل برايا الرياضية (بالبرتغالية: Grupo Desportivo Estoril Praia‏) نادي كرة قدم برتغالي يلعب في دوري الدرجة الثانية . تم تأسيس النادي في سنة 1939 .